# Augusto Danvila y Jaldero
Augusto Danvila y Jaldero   (València, 1853 - la Pobla de Vallbona, 1935) fou un advocat i escriptor valencià, que va viure en la localitat de La Pobla de Vallbona.

## Arxiu Danvila
L'Arxiu de la Família Danvila, és un arxiu familiar que pertany a una de les dinasties de la noblesa valenciana. S'ha format al llarg del temps per les necessitats familiars de controlar i acreditar les seves possessions vinculades amb l'herència. El gros de la documentació que ens ha arribat correspon a dos seqüències de pleits per la possessió de l'herència, la primera d'elles durant el segle xviii i l'altra a finals del segle xix. Corresponen a dos moments en la història de la família en que, per falta de descendència directa en línia masculina, cal acreditar la possessió dels béns immobles, així com la legitimitat en la successió de la descendència i els drets derivats dels testaments dels avantpassats, el que obliga a treure còpies de la documentació per a presentar-les en els tribunals que han de resoldre la successió. A més, el fons compta amb una sèrie de documentació econòmica de la gestió personal de Francesc Danvila, del segle xix, i una important sèrie de testaments dels diversos membres de la família que abracen una cronologia que va des del segle xvi fins al XIX: títols de propietat, escriptures de compravenda, divisions testamentaris i patrimonials, inventaris i inventaris posmortem, donacions, genealogies. És escassa la documentació personal, cartes, notes relatives a la producció intel·lectual que segurament tingueren Francesc i Augusto Danvila.
En l'any 2002 l'ajuntament de la Pobla de Vallbona es feia càrrec per donació d'un particular d'una important quantitat de documentació antiga que corresponia a l'arxiu familiar dels Danvila. Després de la mort sense descendència de l'últim dels Danvila, Augusto Danvila y Jaldero, en 1935, la masia familiar, en la que aquest havia residit Masia de Tous, fou venuda a un particular, els descendents dels quals donaren la documentació que allí es trobava a l'ajuntament de la Pobla de Vallbona. La documentació fou tractada per a garantir unes condicions mínimes per a la seva adequada conservació preventiva. La documentació va ser inventariada i en l'actualitat està en procés de catalogació per a facilitar la seva consulta i difusió.

## Obra
- Las noches egipcias: leyendas del tiempo de Los Faraones (1879).[2]
- Reseña critica de las obras de José Ribera, el Españoleto (1888).[2]
- El Soñador (1901)[3]
- Diccionario Enciclopédico Hispano-Americano de Literatura, Ciencias y Artes. (1887-1899) Responsable de Monuments arquitectònics espanyols.[4]

També va col·laborar a la revista mensual il·lustrada Historia y Arte, publicada a Madrid, amb textes sobre artistes com Carlos de Haes, Tomás Campuzano, Hieronymus Bosch (El Bosch), José María Galván.